# War Party
War Party è il nono album in studio del gruppo rock-satirico statunitense GWAR, pubblicato nel 2004.

## Tracce
1. Bring Back the Bomb – 4:23
2. Krosstika – 3:35
3. Womb With a View – 2:26
4. Decay of Grandeur (Misprinted on the back as "Decay of Granduer") – 4:05
5. War Party – 3:16
6. Bonesnapper (The Faces of the Slain) – 4:42
7. Lost God – 3:58
8. The Reaganator – 3:05
9. The Bonus Plan (Vocals by Beefcake the Mighty) – 1:16
10. You Can't Kill Terror – 3:17
11. Fistful of Teeth – 3:56